# Oreonetides flavus
Oreonetides flavus is een spinnensoort in de taxonomische indeling van de hangmatspinnen (Linyphiidae).
Het dier behoort tot het geslacht Oreonetides. De wetenschappelijke naam van de soort werd voor het eerst geldig gepubliceerd in 1915 door James Henry Emerton.